# Pharmacie du Point-Central
La pharmacie du Point-Central est une officine de pharmacie située à Nancy, dans le département de Meurthe-et-Moselle, en région Lorraine.

## Situation
La pharmacie est située à l'angle sud-est du Point-Central de Nancy, carrefour entre la rue Saint-Dizier et les rues Saint-Georges et Saint-Jean.

## Architecture

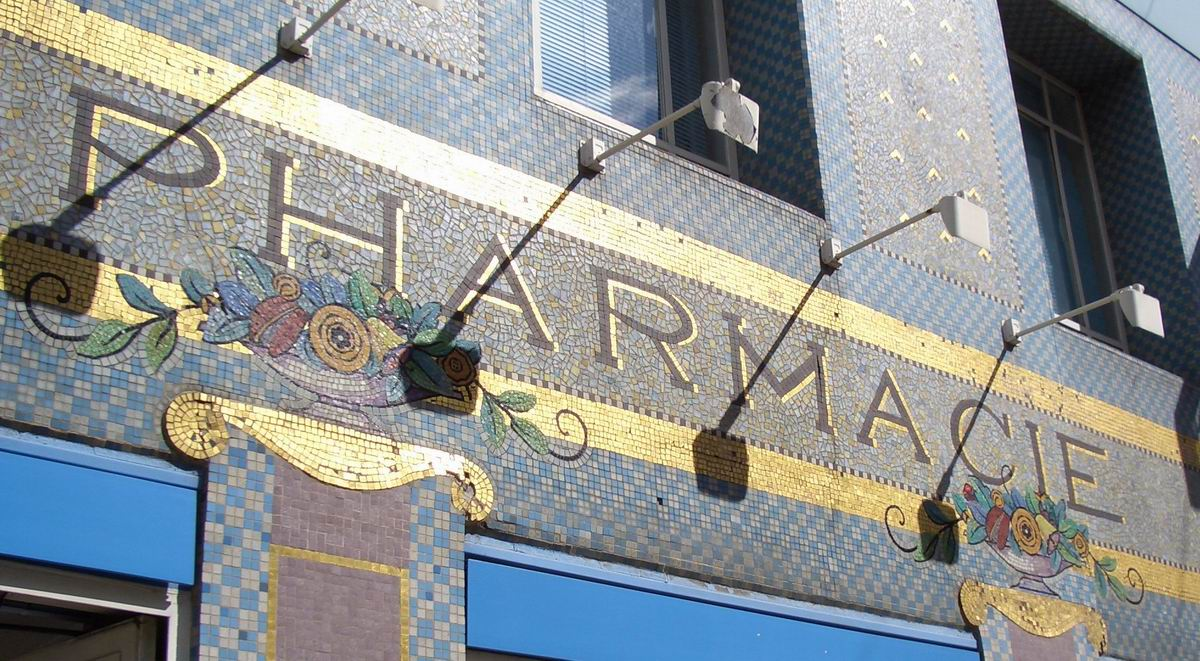
Détail de la façade, en 2005.

Son décor, de deux styles, École de Nancy et Art déco, est le fruit des changements effectués en 1922 par son nouveau propriétaire de l'époque, Louis Godfrin (également propriétaire de la pharmacie « anglaise » Godfrin, située 13 rue Gambetta),.
L'École de Nancy se manifeste dans la poignée de la porte donnant sur la rue Saint-Dizier, en forme de pomme de pin, dessinée par Jules Cayette ; dans les boiseries aux motifs d'amanites phalloïdes et de pavots ; dans la pendule décorée de crosses de fougère ; ou encore dans les médaillons représentant des coprins.
L'Art déco se retrouve dans les deux façades, de la rue Saint-Dizier et de la rue Saint-Georges, décorées de mosaïques sur fond bleu dues au céramiste parisien Antoine Ebel. Elles forment le mot « PHARMACIE » entouré d'une décoration de fleurs.